# Bagh-e Malek (shahrestan)
Bagh-e Malek (persiska: باغ‌ مَلِک), även Baghmalek (باغ‌مَلِک), eller Shahrestan-e Bagh-e Malek (شهرستان باغ ملک), är en delprovins (shahrestan) i Iran. Den ligger i provinsen Khuzestan. Administrativt centrum är staden Bagh-e Malek.
Delprovinsen hade 105 384 invånare 2016.